# 1972 في البرازيل
فيما يلي قوائم الأحداث التي وقعت خلال عام 1972 في البرازيل.

## رياضة
- 1 يناير – الدوري البرازيلي لكرة القدم 1972

## مواليد

### فبراير
- 4 فبراير – جيوفاني سيلفا دي أوليفيرا لاعب كرة قدم برازيلي.[1]
- 4 فبراير – لويزينيو فييرا لاعب كرة قدم برازيلي.
- 8 فبراير – ماركو أوريليو سيلفا فوجساني لاعب كرة قدم برازيلي.
- 21 فبراير – باولو هنريكي لاعب كرة قدم برازيلي.

### مارس
- 2 مارس – سيرجيو مانويل لاعب كرة قدم برازيلي.[2]
- 28 مارس – ماركوس أوريليو غاليانو لاعب كرة قدم برازيلي.[3]
- 30 مارس – إمرسون توما لاعب كرة قدم برازيلي.[4]
- 31 أكتوبر – مارسيلو مابيريا لاعب كرة قدم برازيلي.
- 31 مارس – كلاوديو لويز اسونساو دي فريتاس لاعب كرة قدم برازيلي.

### أبريل
- 19 أبريل – ريفالدو لاعب كرة قدم برازيلي.[5]
- 19 أبريل – ويزلي لاعب كرة قدم برازيلي.[6]
- 27 أبريل – أديمار لاعب كرة قدم برازيلي.[7]

### مايو
- 13 مايو – سيديكوراي دي سوزا لاعب كرة قدم برازيلي.[8]
- 23 مايو – روبنز باركيلو سائق سيارة سباق برازيلي.
- 23 مايو – كارلوس ألبرتو دي أوليفيرا لاعب كرة قدم برازيلي.[9]
- 28 مايو – دوريفا لاعب ومدرب كرة قدم برازيلي.[10]

### يونيو
- 30 يونيو – رامون مينزيس لاعب كرة قدم برازيلي.[11]

### يوليو
- 14 يوليو – فالدوسي باسيليو دا سيلفا لاعب كرة قدم برازيلي.[12]
- 23 يوليو – جيوفاني إلبر لاعب كرة قدم برازيلي.[13]
- 30 يوليو – ألدوبنو مينو لاعب كرة قدم برازيلي.

### أغسطس
- 3 أغسطس – ماكسساندرو باربوزا دي أوليفيرا لاعب كرة قدم برازيلي.
- 25 أغسطس – فابيو ليفونديس

### سبتمبر
- 10 سبتمبر – جواو كارلوس دوس سانتوس لاعب كرة قدم برازيلي.[14]
- 17 سبتمبر – ماريانا ليما[15]

### أكتوبر
- 8 أكتوبر – دينيلسون أنتونيو باولو لاعب كرة قدم برازيلي.
- 11 أكتوبر – كليبر إدواردو أرادو لاعب كرة قدم برازيلي.[16]
- 19 أكتوبر – جيفيرسون أنطونيو ألفيس دوبين لاعب كرة قدم برازيلي.
- 31 أكتوبر – مارسيلو مابيريا لاعب كرة قدم برازيلي.

### نوفمبر
- 23 نوفمبر – هيلين لوز لاعبة كرة سلة برازيلية.

### ديسمبر
- 22 ديسمبر – أندرسون لويس دا سيلفا لاعب كرة قدم برازيلي.

## وفيات

### مايو
- 26 مايو – أرماندو دوس سانتوس (مواليد 1911) لاعب كرة قدم برازيلي.

### يوليو
- 25 يوليو – أميريكو كاسترو (مواليد 1885) مؤرخ إسباني.[17]

### أغسطس
- 16 أغسطس – مارتيم ميرسيو دا سيلفيرا (مواليد 1911) لاعب كرة قدم برازيلي.